# Limnophora latilamellata
Limnophora latilamellata este o specie de muște din genul Limnophora, familia Muscidae, descrisă de Malloch în anul 1921. Conform Catalogue of Life specia Limnophora latilamellata nu are subspecii cunoscute.